# Beninben történt légi közlekedési balesetek listája
A Beninben történt légi közlekedési balesetek listája mind a halálos áldozattal járó, mind pedig a kisebb balesetek, meghibásodások miatt történt, gyakran csak az adott légiforgalmi járművet érintő baleseteket is tartalmazza évenkénti bontásban. 

## Beninben történt légi közlekedési balesetek

### 2003
- 2003. december 25., Cotonou repülőtér. Az Union des Transports Aériens de Guinée (UTAGE) légitársaság 141-es járata, egy Boeing 727-223 (lajstromjele: 3X-GDO) típusú utasszállító repülőgép túlzott mennyiségű súllyal kísérelt meg felszállást, de a nagy terhelés miatt a gép lezuhant. A gépen 153 utas és 10 fő személyzet utazott. Közülük 141-en vesztették életüket. 24 fő megsérült, 22 fő túlélte a balesetet és annak következményeit.[1][2]